# 1999 XS35
1999 XS35 — навколоземний об'єкт, відкритий у 1999 році. Має орбіту, типову для комет. Велика піввісь його орбіти дорівнює 17,8 а. о. Його орбітальний ексцентриситет становить 0,94 — це означає, що в перигелії 1999 XS35 наближається до Сонця на відстань 0,9 а. о. (тобто ближче, ніж Земля), а в афелії виходить за межі орбіти Нептуна.
1999 XS35 — дамоклоїд. Це невеликий об'єкт з абсолютною зоряною величиною (H) 17,2, це значить, що він має розмір близько 1 км.
1999 XS35 пройшов перигелій своєї орбіти 21 жовтня 1999 року. На найближчій відстані до Землі — 0,0453 а. о., або 6 780 000 км — він перебував 5 листопада 1999 року. Він був відкритий 2 грудня 1999 року, коли мав видиму зоряну величину 16,9.